# Приватизация предприятий в России
Приватиза́ция предприя́тий в Росси́и — процесс передачи предприятий, находящихся в собственности Российской Федерации (ранее — РСФСР), в частную собственность, который осуществляется в России с начала 1990-х годов (после распада СССР); часть общего процесса приватизации в России.
Приватизацию предприятий обычно связывают с именами Е. Т. Гайдара, А. Б. Чубайса и В. С. Черномырдина, занимавших в то время ключевые позиции в правительстве.
В результате приватизации значительная часть предприятий России, являвшихся общенародной собственностью, перешла в частную собственность практически за бесценок.
Приватизация предприятий в России часто подвергается резкой критике. С ней связывают появление в России олигархов, слишком сильное экономическое расслоение населения России.
С другой стороны, как утверждает экономист Владимир Мау, приватизация проводилась в крайне сложной экономической, финансовой и политической обстановке: конфронтация Верховного совета РФ с Президентом и Правительством затрудняли создание правовой базы и проведение институциональных реформ; Правительство испытывало сильное лоббистское давление со стороны Верховного совета; на момент начала приватизации государство было не способно эффективно контролировать свою собственность, массовым явлением стала спонтанная приватизация — захват контроля над предприятиями их директорами, настроенными не на развитие предприятий, а на быстрое получение прибылей. В то же время крупный международный предприниматель Григорий Лучанский признаёт, что «в России невозможно было приватизировать предприятия теми деньгами, которых они стоят. Единственный вариант был ваучерный. Ваучеры скупали и приватизировали комбинаты ловкие ребята-кооператоры. Второй вариант был — переход предприятий в руки „красных директоров“, к этому варианту причастен лично я».
По мнению Владимира Мау, главной экономической задачей приватизации было повышение эффективности экономики за счёт создания института частной собственности на средства производства. В то время как в определённых сферах экономики (обслуживание, торговля) эта задача была достаточно быстро решена, в промышленности и сельском хозяйстве нужный эффект достигался гораздо медленнее, во многом из-за того, что, считает Мау, приватизированные предприятия переходили в собственность трудовых коллективов, то есть под контроль — а в перспективе и в собственность — их директоров. Сам Анатолий Чубайс позднее говорил, что один из видов приватизации — залоговые аукционы были проведены, в том числе, с целью не допустить прихода коммунистов к власти.

## Подготовительный этап
25 июня 1990 года Совет Министров СССР принял постановление, в соответствии с которым на базе заводов КамАЗа было создано одно из первых акционерных обществ РСФСР и Советского Союза — АО «КамАЗ». Согласно постановлению, 51 % акций должны были остаться в общесоюзной собственности, остальные предполагалось продать. 5 сентября 1991 года началась продажа акций трудовому коллективу. 10 сентября состоялся конкурс для юридических лиц, в результате которого акционерами КамАЗа стали 230 предприятий и организаций.
4 июля 1991 года принимается Закон РСФСР «О приватизации государственных и муниципальных предприятий в РСФСР», согласно которому приватизацию государственного имущества организует Государственный комитет Российской Федерации по управлению государственным имуществом (Госкомимущество России).
В ноябре 1991 года председателем Госкомимущества РСФСР был назначен Анатолий Чубайс.
С ноября 1991 году начался этап форсированной приватизации. В его основу был положен указ No.341 Президента РФ от 29/12/1991, утвердивший «Основные положения программы приватизации государственных и муниципальных предприятий на 1992 год». Указ No.66 от 29/1/1992 «Об ускорении приватизации государственных и муниципальных предприятий» определял практический механизм приватизации.

## 1992 — июнь 1994: массовая приватизация (малая и ваучерная)
В июне 1992 года Верховным Советом РФ была утверждена Государственная программа приватизации на 1992 год, определившая возможные способы приватизации для предприятий в зависимости от их размера.
| Классификация предприятий                                          | Малые | Крупные | Остальные |
| Среднесписочная численность на 01.01.1992, человек                 | <200  | >1000   | 200-1000  |
| Балансовая стоимость ОС на 01.01.1992, млн руб                     | <1    | >50     | 1-50)     |
| Возможные способы приватизации                                     |       |         |           |
| продажа акций акционерных обществ открытого типа                   | -     | +       | +         |
| продажа на аукционе / по конкурсу                                  | +     | -       | +         |
| Иное (продажа имущества при ликвидации, выкуп арендного имущества) | -     | -       | +         |

Согласно программе,
- малые предприятия должны были распродаваться на торгах или могли быть напрямую проданы частным лицам, работающим на этих предприятиях («малая» приватизация).
- крупные предприятия, как и часть средних, должны были быть обязательно преобразованы в акционерные общества открытого типа, и затем пройти через продажу акций. При этом не менее 29 % уставного капитала должны были быть проданы через публичные аукционы за приватизационные чеки, в обиходе называемые ваучерами («чековая» или «ваучерная» приватизация).

В ряде особо значимых отраслей (недра, лесфонд, шельф, трубопроводы, автодороги общего пользования, телевизионные станции и т. д.) приватизация была запрещена. В то же время, обязательной приватизации подлежали предприятия оптовой и розничной торговли, общественного питания, строительства, производства и переработки сельскохозяйственной продукции, пищевой и легкой промышленности.
22402 промышленных предприятия были проданы за 347,2 млн долларов, в среднем за 15,5 тыс. долларов. 3184 транспортные предприятия были проданы за 49,4 млн долларов, то есть примерно по такой же цене. Средняя цена 43530 предприятий торговли, общепита и бытового обслуживания пошли с молотка за 452,7 млн долларов, немногим более 10 тыс. долларов за предприятие, стоимость 8110 строительных организаций была оценена в 56,8 рублей, в среднем 7 тыс. долларов.
«Уралмаш, гигант машинного производства в Екатеринбурге, — писал В. Г. Сироткин, — продали за 3,73 млн долларов Челябинский металлургический комбинат — за ту же цену. Ковровский механический завод, который снабжал армию, МВД и госбезопасность огнестрельным оружием, был продан за 2,7 млн долларов».
«Липецкий тракторный завод, — отмечает Н. И. Рыжков, — где работает около 20 тыс. человек, был оценен в 1,5 млн долларов, Уральский автомобильный завод (29,5 тыс. работающих) — в 1,8 млн долларов, Челябинский тракторный (54,3 тыс. занятых) — 2,2 млн долларов… При этом неизвестно случаев, чтобы контрольный пакет акций остался у коллектива».
«Газпром» в 1993—1994 гг. был акционирован за 250 миллионов долларов. В августе 1997 г. его акции на российском фондовом рынке стоили 40,5 млрд долларов, за границей только его газовые ресурсы оценивались от 300 до 700 млрд долларов.
Три компании («Лукойл», «Сургутнефтегаз», «Юганнефтегаз») были проданы за 863 млн долларов. Через три года их акции стоили уже 24,1 млрд долларов. «Ростелеком» приватизировали за 464 млн долларов при рыночной цене его акций в 4,2 миллиарда. Первоначальная стоимость акций РАО ЕЭС составила 957 млн долларов, летом 1997 г. они оценивались в 18,0 млрд долларов.

### Малая приватизация
Приватизация малых предприятий (торговля, бытовое обслуживание и т. д.) была запущена правительством с начала 1992 года, не дожидаясь одобрения Верховным Советом Госпрограммы по приватизации на 1992 год (которое произошло только в июне).
В апреле 1992 года первый в России аукцион по продаже предприятий торговли, бытового обслуживания и общественного питания, на который приехали Гайдар и Чубайс, был проведён в Нижнем Новгороде.
К 1 ноября 1994 года, было приватизировано 60—70 % предприятий торговли, общественного питания и бытового обслуживания.

### Ваучерная приватизация
Предприятия, проходящие приватизацию через продажу акций, могли выбрать один из трех вариантов:
|                                                                | Вариант 1 | Вариант 2 | Вариант 3 |
| Трудовой коллектив                                             | *25 % УК, но не более 20 МРОТ на человека — безвозмездно как привилегированные неголосующие акции; *10 % УК, но не более 6 МРОТ на человека — продаются со скидкой 30 % от номинальной стоимости как обыкновенные голосующие акции, рассрочка 3 года, первоначальный взнос не менее 15 % от стоимости | *51 % УК — продаются по номинальной стоимости Х 1,7, при этом 50 % стоимости должны быть внесены приватизационными чеками (ваучерами) | *20 % УК, но не более 20 МРОТ на человека — продаются со скидкой 30 % от номинальной стоимости как обыкновенные голосующие акции, рассрочка 3 года, первоначальный взнос не менее 15 % от стоимости; *20 % УК — продаются по номинальной стоимости через 1 год после приватизации |
| Менеджмент (руководитель и его замы, главбух, главный инженер) | *5 % УК, но не более 2000 МРОТ на человека — продаются по номинальной стоимости | *51 % УК — продаются по номинальной стоимости Х 1,7, при этом 50 % стоимости должны быть внесены приватизационными чеками (ваучерами) | *20 % УК, но не более 20 МРОТ на человека — продаются со скидкой 30 % от номинальной стоимости как обыкновенные голосующие акции, рассрочка 3 года, первоначальный взнос не менее 15 % от стоимости; *20 % УК — продаются по номинальной стоимости через 1 год после приватизации |
| ИТОГО сотрудники предприятия, не более                         | 40 % УК | 51 % УК | 40 % УК |

Хотя в 1-м варианте до 25 % уставного капитала передавалось трудовому коллективу безвозмездно, ограничение в 20 МРОТ на человека приводило к тому, что на практике эта доля падала до 10 % и ниже. Кроме того, сотрудники предприятия (и трудовой коллектив и менеджмент) как правило опасались потери контроля над предприятием, и стремились оставить контрольный пакет акций в своих руках. В связи с этим, 70-80 % предприятий выбирали 2-й вариант, оставлявший им 51 % акций, в то время как популярность 1-го и 3-го вариантов была существенно ниже (21 % и 1 % соответственно).
Обязательным этапом приватизации при продаже за акции была продажа части уставного капитала, не менее 29 %, за ваучеры на публичных аукционах. Для этого необходимо было обеспечить население достаточным количеством ваучеров, к моменту начала аукционов.
С 1 октября 1992 г. приватизационные чеки (ваучеры) начали выдаваться населению. Чеки распространялись через отделения Сбербанка РФ, при их получении необходимо было заплатить 25 рублей; номинальная стоимость ваучера составляла 10 тысяч рублей, что соответствовало стоимости основных фондов предприятий на душу населения в ценах января 1992 года. Ваучеры были анонимизированы и могли свободно продаваться и покупаться, как напрямую между гражданами, так и через специально созданные чековые инвестиционные фонды. Однако Закон РСФСР «О приватизации государственных и муниципальных предприятий» от 3 июля 1991 года предусматривал приватизацию с использованием приватизационных именных счетов. Фактическая стоимость ваучеров определялась балансом спроса и предложения и варьировалась от 500 до 29 тыс. рублей (от 5 до 24 долларов США по курсу).
Первые 18 аукционов были проведены в декабре 1992 года. Всего по февраль 1994 года было проведено 9342 аукциона, на которых было использовано 52 млн ваучеров.
Реальная рыночная стоимость пакета акций, который можно было получить в обмен на один ваучер, колебалась в широких пределах в зависимости от компании, чьи акции приобретались в обмен на ваучер, а также от региона, где это происходило. Например, в Нижегородской области один ваучер можно было обменять в 1994 г. на 2000 акций РАО «Газпром» (их рыночная стоимость в 2008 г. составила порядка 700 тыс. рублей), в Московской области — на 700 акций Газпрома (в 2008 г. — порядка 245 тыс. рублей), а в г. Москве — на 50 акций Газпрома (17 тыс. руб. в 2008 г.). За один ваучер можно было также получить 7 акций Торгового дома «ГУМ» (менее 100 руб. в 2008 г.).
Критики чековой приватизации считали её нечестной и несправедливой, так как по их мнению она привела к незаслуженно быстрому обогащению узкой группы лиц. Например, существовало мнение, что принятый порядок приватизации давал серьёзные преимущества так называемым «красным директорам» (руководителям предприятий, получившим эти должности в советские времена). Используя административное давление, директора могли добиваться нужных результатов голосования на собраниях акционеров, а также выкупать акции у работников предприятий по заниженным ценам.
Директорский корпус использовал также ноу-хау руководимой крупным предпринимателем Григорием Лучанским австрийской внешнеторговой фирмы Nordex, создававшей на паях посреднические структуры за рубежом, в которой бы 50 % принадлежало Nordex, а 50 % — «красному директору», а полученную прибыль при реализации продукции он мог бы использовать для выкупа предприятия и личные нужды. Таким образом директора заходили на свои предприятия под именем чужой иностранной компании. «Заслуга Ельцина состояла в том, что он защищал младореформаторов, благодаря чему директора поняли, что приватизация — это государственный курс и им за нее ничего не грозит, а наоборот, их поддерживают», — отмечал Лучанский, на счету которого была приватизация около 40 крупнейших российских химических и нефтяных производств по этому сценарию.
Как показал анализ указа президента Российской Федерации «О мерах по поддержке и оздоровлению несостоятельных государственных предприятий (банкротов) и применении к ним специальных процедур» от 14 июня 1992 г. процедура банкртотства создавала администрации все условия для незаконного обогащения и завладения средствами производства: сначала руководство предприятием умышленно в своих интересах или (за взятки) в интересах третьих лиц доводит предприятие до состояния банкротства (путём заключения убыточных сделок, долговых обязательств и т. д.), затем объявляет предприятие банкротом и продаёт с аукциона, где, используя монопольное владение информацией о состоянии предприятия, приобретает за бесценок его в свои руки. Причём при проведении аукционов не требовались декларации: на вопрос главного государственного инспектора РФ Болдырева о декларациях тогдашний председатель Госкомимущества России Чубайс ответил, что если мы будем требовать их при проведении аукциона, то сорвём приватизацию.

## 1995: Залоговые аукционы
Залоговые аукционы были предприняты в 1995 году с целью пополнения государственной казны за счет кредитов под залог государственных пакетов акций нескольких крупных компаний (таких, как «ЮКОС», «Норильский никель», «Сибнефть»). Правительство не возвратило кредиты, таким образом пакеты акций перешли в собственность кредиторов.
Сумма средств, которые должно было получить правительство, составляла около 1,85 % доходной части федерального бюджета.
Идею аукционов с целью пополнения бюджета выдвинул Владимир Потанин, возглавлявший «ОНЭКСИМ-банк». Инициатива была поддержана тогдашним первым вице-премьером правительства Анатолием Чубайсом и вице-премьером Олегом Сосковцом (именно последний, по словам тогдашнего председателя ЦБ РФ Сергея Дубинина, первым поставил вопрос о проведении аукционов на заседании кабинета министров). Курировал проведение аукционов глава Госкомимущества Альфред Кох.
В результате залоговых аукционов появились олигархи-миллиардеры (Березовский, Ходорковский, Абрамович и другие).
Залоговые аукционы подвергались критике в связи с тем, что:
- отчуждение федеральной собственности было произведено по значительно заниженным ценам, а конкурс фактически носил притворный характер;
- результаты залоговых аукционов в глазах значительной части общества были нелегитимными и подорвали доверие к приватизации в целом.

| Название компании                       | Пакет акций, выставленный на аукцион (в %) | Рыночная стоимость в млн. долларов | Победитель аукциона                     | Цена, млн. долл. | Текущая стоимость, млн долл. (2012) |
| --------------------------------------- | ------------------------------------------ | ---------------------------------- | --------------------------------------- | ---------------- | ----------------------------------- |
| НК «Сургутнефтегаз»                     | 40,12                                      | нет данных                         | НПФ «Сургутнефтегаз»                    | 88,9             | 11 200                              |
| АО «Северо-Западное пароходство»        | 20,5                                       | 10,23                              | МФК                                     | 6,05             | 18,3                                |
| АО «Челябинский меткомбинат»            | 15                                         | 4,3                                | «Рабиком»                               | 13,3             | нет данных                          |
| РАО Норильский никель                   | 38                                         | 190                                | ООО «Реола»                             | 170,1            | 15 800                              |
| НК «Лукойл»†                            | 5                                          | 150                                | НК «Лукойл» и банк «Империал»           | 141,0            | 2 270                               |
| НК Сиданко                              | 51                                         | нет данных                         | МФК                                     | 130,0            | 16 900                              |
| АО НЛМК                                 | 14.84                                      | 31                                 | ОНЭКСИМ Банк                            | 31,0             | 1 400                               |
| АО «Мурманское морское пароходство»     | 23.5                                       | 4.75                               | АОЗТ «Стратег»                          | 4,125            | 20,44                               |
| НК ЮКОС†                                | 45                                         | 150                                | АОЗТ «Лагуна»                           | 159,0            | 29 110                              |
| АО «Новороссийское морское пароходство» | 20                                         | 15,2                               | АО «Новороссийское морское пароходство» | 22,65            | нет данных                          |
| НК «Сибнефть»†                          | 51                                         | 100                                | банк СБС                                | 100,3            | 10 500                              |

† — компании, которые претерпели существенные трансформации к 2012 г.

## С 1996
18 июля 1997 года состоялся инвестиционный конкурс по продаже 40 % акций Тюменской нефтяной компании. Победителем конкурса стал альянс Альфа-Групп, Access Industries и Ренова, заплативший $835 млн.
В июле 1997 года 25 % + 1 акция компании «Связьинвест» были проданы на аукцион за $1,875 млрд кипрскому консорциуму Mustcom Ltd.
В декабре 1997 года, 48 % акций «Восточной нефтяной компании» на аукционе были приобретены компанией ЮКОС за $800 миллионов.
В декабре 1999 года состоялся конкурс по продаже 49,8 % акций Тюменской нефтяной компании. Победителем конкурса стал альянс Альфа-Групп, Access Industries и Ренова.
В сентябре 2000 года 85 % пакет акций «Оренбургской нефтяной акционерной компании» был продан на тендере за $1,08 млрд компании «ЕвроТЭК»; позднее этот актив вошёл в состав Тюменской нефтяной компании.
В 1997—2001 завершая реформу угольной отрасли, были приватизированы госпакеты акций ряда угольных шахт, в ходе которых 56 % общего производства угольной отрасли России (в цифрах 2000 года) перешло в частные руки. Наиболее крупные приватизационные сделки приведены в таблице ниже:
| Название                         | Дата            | Пакет акций | % пр-ва (2000 г.) | Покупатель                                  |
| -------------------------------- | --------------- | ----------- | ----------------- | ------------------------------------------- |
| «Южный Кузбасс»                  | 12/97, 12/98    | 80,3 %      | 4,3 %             | компания «Южный Кузбасс», позднее — «Мечел» |
| «Кузбассразрезуголь»             | 12/97, 12/98    | 80,4 %      | 13,4 %            | менеджмент компании; позднее — УГМК         |
| «Красноярская угольная компания» | 2/2000          | 75,4 %      | 14,6 %            | В наст. время — СУЭК                        |
| «Читауголь»                      | 10/2000         | 15,75 %     | 4,3 %             | В наст. время — СУЭК                        |
| «Востсибуголь»                   | 2/2001, 12/2001 | 41,5 %      | 7,2 %             | СУЭК; В наст. время — «Иркутскэнерго»       |
| «Кузнецкуголь»                   | 6/2001, 7/2001  | 80,7 %      | 4,0 %             | В наст. время — «Евраз»                     |
| «Кузбассуголь»                   | 8/2001, 9/2001  | 79,37 %     | 6,5 %             | В наст. время — ArcelorMittal               |

В 2001 году началась приватизация Росгосстраха, на 3 аукционах были проданы 49 % акций. В 2003 году были проданы 26 %, в 2010 — 13,1 % акций Росгосстраха. Все эти пакеты были куплены Данилом Хачатуровым с партнёрами.
В декабре 2002 года 74,95 % акций «Славнефти» был продан за 1,86 миллиарда долларов консорциуму «Сибнефти» и ТНК-BP.
В сентябре 2004 года 7,59 % пакет акций «Лукойла» был продан за 1,99 млрд долларов ConocoPhillips.
В 2006—2007 годах приватизация трех крупных госкомпаний состоялась в формате так называемого «народного IPO»:
- В июле 2006 года 15 % акций «Роснефти» проданы за 10,4 млрд долларов. Продажа проводилась как IPO в России и Лондоне.
- В феврале-марте 2007 года Сбербанк провёл публичное размещение дополнительной эмиссии акций (SPO), в ходе которого привлек 230,24 млрд рублей (8,8 млрд долларов).[40] При этом, частными инвесторами было выкуплено акций на 5,8 миллиарда долларов, что привело к размытию госпакета с 63,76 % до 60,2 %.[41]
- В мае 2007 года 22,5 % акций банка ВТБ продано за 8 млрд долларов. Продажа производилась как IPO в России и Лондоне (35 % и 65 % допэмиссии соответственно).

В течение 2007 года, в рамках завершения реформы РАО ЕЭС, почти половина электростанций и 22 сбытовые компании России перешли в частные руки. Поступления от приватизации в ходе дополнительных эмиссий акций составили около 25 миллиардов долларов.
В феврале 2011 года 10 % пакет акций банка ВТБ был продан за 3,3 миллиарда долларов.
28 октября 2011 года 75 % — 2 акции «Первой грузовой компании» были проданы за 125,5 млрд руб. (стартовая цена аукциона) «Независимой транспортной компании», входящей в транспортный холдинг UCLH, принадлежащий предпринимателю Владимиру Лисину. Аукцион стал крупнейшей приватизационной сделкой в рамках разгосударствления российской железнодорожной отрасли.
19 сентября 2012 года 7,6 % акций Сбербанка продано за 5,2 млрд долларов. Продажа проводилась как SPO в России и Лондоне (3 % и 97 % размещения соответственно).

## Доля госсектора и планы дальнейшей приватизации
Доля госсектора в экономике России составляет, по разным оценкам, от 30 % до 71 %.
В январе 2014 года первый вице-премьер правительства Игорь Шувалов, выступая на Гайдаровском форуме, заявил что необходимо сократить долю госсектора с текущих 50 % до 25 % к 2018 году.
Согласно программе приватизации на 2014-16 годы, утвержденной правительством 1 июля 2013 года, приватизации (полной или частичной) подлежат госпакеты акций в 514 ФГУПах и 436 акционерных обществах. В целом, доходы от приватизации ожидаются на уровне 1,7 триллиона рублей.
План приватизации, в частности, предусматривает сокращение госпакета акций:
- до 75 % + 1 акция — РЖД, Уралвагонзавод, Транснефть
- до 50 % + 1 акция — РусГидро, ВТБ, Роснефть
- до 25 % + 1 акция — АЛРОСА, Аэрофлот и Совкомфлот
- до 0 % (полная продажа) — Росспиртпром, Объединенная зерновая компания, РОСНАНО, Ростелеком, аэропорты Шереметьево и Внуково

## Последствия
1. В России произошёл переход от социализма к капитализму.
2. В России появилась группа так называемых «олигархов», владеющих собственностью, которая досталась им за сравнительно небольшие деньги.
3. Приватизация скомпрометировала себя в глазах многих россиян. Политический рейтинг одного из главных идеологов приватизации Анатолия Чубайса до сих пор является одним из самых низких среди российских политических деятелей.
4. Около 80 % граждан Архивная копия от 19 января 2015 на Wayback Machine России в 2008 году продолжают считать приватизацию нечестной и готовы в той или иной степени к пересмотру её итогов.
5. Приватизация способствовала деиндустриализации страны, значительному сокращению объёмов производства в лёгкой и обрабатывающей промышленностях.
6. С 1992 по 2006 г. в России было приватизировано 119 951 государственное и муниципальное предприятие, за которые в бюджет поступило 505,9 млрд рублей, или (в расчёте по усредненному курсу 30 рублей за 1 доллар США) 16,9 млрд долларов[54]. Из них больше трети (42 924 предприятий) было приватизировано в 1993 году, принеся в бюджет всего 450 млрд тогдашних обесценившихся рублей, или, по существовавшему в те годы курсу рубля, около 90 млн долларов[54].

Одним из итогов приватизации в России стало незаконное включение жилого фонда советских предприятий и строительных трестов в уставной капитал новообразованных частных компаний. По закону, этот жилой фонд (общежития и общежития квартирного типа) должен был быть передан в ведение города, однако в большинстве случаев новые собственники воспользовались слабостью законодательства, чтобы выкупить эти общежития вместе с живущими там людьми. В итоге, в течение многих лет жильцы сталкиваются с постоянными угрозами выселения. Срок исковой давности по делам о незаконной приватизации в большинстве случаев уже истек, поэтому суды и прокуратура просто игнорируют проблему.

## Коррупция в ходе приватизации
Приватизация сопровождалась масштабной коррупцией. Ответственность за использование служебной информации в целях личного обогащения несут не только российские чиновники, но и американские советники, гарвардская команда, или так называемые «гарвардские мальчики», которые оказались подвержены коррупции. Профессорам Гарвардского университета Андрею Шлейферу и Джонатану Хэю, помогавшим Анатолию Чубайсу в приватизации промышленности, министерством юстиции США был предъявлен иск и в 2005 году суд присудил им штраф в размере 28,5 миллионов долларов. Нобелевский лауреат Джозеф Стиглиц считает, что роль как отдельных личностей, так и США в целом в процессе обогащения российских олигархов при приватизации осталась неисследованной. В 2003 году он называл российскую приватизацию 90-х «нелегитимной».
В 2002 году компании нефтяной отрасли республики Башкортостан «Башнефть», «Башкирнефтепродукт», Уфимский нефтеперерабатывающий завод, «Уфанефтехим», «Уфаоргсинтез» и «Новойл» были приватизированы семью никому не известными ООО, а затем переданы в «Башкирский капитал», основным бенефициаром которого считался Урал Рахимов. Счётная палата в 2003 году расценила этот факт как «беспрецедентный случай хищения активов из государственной собственности».

## Отношение населения
Большая часть населения России негативно относится к итогам приватизации. Как показывают данные нескольких социологических опросов, около 80 % россиян считают её нелегитимной и выступают за полный или частичный пересмотр её итогов. Около 90 % россиян придерживаются мнения, что приватизация проводилась нечестно, и крупные состояния нажиты нечестным путём (с этой точкой зрения также согласны 72 % предпринимателей). Как отмечают исследователи, в российском обществе сложилось устойчивое, «почти консенсусное» неприятие приватизации и образованной на её основе крупной частной собственности.
Сотрудник «Левада-центра» Н. Зоркая в 2005 году писала, что с начала ваучерной приватизации в общественном мнении почти сразу возобладало недоверчивое или резко отрицательное отношение. По данным опросов 1993 года, более половины респондентов (50—55 %) считали раздачу ваучеров «показухой, которая реально ничего не изменит». Большинство опрошенных (по данным 1993 года, 74 %) изначально полагали, что в результате приватизации основная часть государственных предприятий перейдёт в собственность «ограниченного круга лиц», а не «широких слоёв населения». Подавляющее большинство населения выступало за пересмотр результатов приватизации, считая, что приватизация госсобственности, особенно крупных предприятий энергетики, добывающих отраслей и проч., была незаконной.

## Приватизация и её итоги в высказываниях участников и очевидцев
- Джеффри Сакс, один из разработчиков концепции «шоковой терапии», так высказался о результатах приватизации в России[60][61]:

«Главное, что подвело нас, это колоссальный разрыв между риторикой реформаторов и их реальными действиями… И, как мне кажется, российское руководство превзошло самые фантастические представления марксистов о капитализме: они сочли, что дело государства — служить узкому кругу капиталистов, перекачивая в их карманы как можно больше денег и поскорее. Это не шоковая терапия. Это злостная, предумышленная, хорошо продуманная акция, имеющая своей целью широкомасштабное перераспределение богатств в интересах узкого круга людей»

- Борис Ельцин:

Говорят, что наша собственность была при продаже недооценена. Мол продали ее за бесценок. Создали искусственные барьеры, чтобы не пустить на аукционы западный капитал. Да, абсолютно правильно… Если бы эти компании… находились в Западной Европе или в Америке, они стоили на порядок или даже на порядки дороже…
- Анатолий Чубайс:

«Целью приватизации является построение капитализма в России, причём в несколько ударных лет, выполнив ту норму выработки, на которую у остального мира ушли столетия»

Приватизация не была вопросом идеологии или каких-то абстрактных ценностей, это был вопрос реальной политической ежедневной борьбы. У коммунистических руководителей была огромная власть — политическая, административная, финансовая. Они были неизменно связаны с коммунистической партией. Нам нужно было от них избавляться, а у нас не было на это времени. Счёт шёл не на месяцы, а на дни.
Мы не могли выбирать между «честной» и «нечестной» приватизацией, потому что честная приватизация предполагает чёткие правила, установленные сильным государством, которое может обеспечить соблюдение законов. В начале 1990-х у нас не было ни государства, ни правопорядка. Службы безопасности и милиция были по другую сторону баррикад. Они учились по советскому Уголовному кодексу, а это от трёх до пяти лет тюрьмы за частное предпринимательство. Нам приходилось выбирать между бандитским коммунизмом и бандитским капитализмом.
Если бы мы не провели залоговую приватизацию, то коммунисты выиграли бы выборы в 1996 году, и это были бы последние свободные выборы в России, потому что эти ребята так просто власть не отдают

- Каха Бендукидзе, предприниматель:

«Для нас приватизация была манной небесной. Она означала, что мы можем двинуться вперёд и скупить у государства на выгодных условиях то, что захотим … И мы приобрели жирный кусок из промышленных мощностей России… Самое выгодное вложение капитала в сегодняшней России — это скупка заводов по заниженной стоимости»
- Юрий Скуратов, генеральный прокурор:

Приватизация была проведена с чудовищными нарушениями, и ладно бы эти нарушения были только этические, нравственные, — имелись серьезные нарушения закона. Иногда ценные предприятия продавались за бесценок. Продавались своим людям. Поэтому мы создали в прокуратурах республик, краев, областей специальные отделы по работе прокуроров в арбитражных судах и процессы по арбитражу, чтобы государство не осталось голым, наращивали.
— Вариант дракона (2000)
- Александр Солженицын, писатель:

Ограбили вкладчиков — это мало. Какие богатства России достались! Вот они лежат. Ограбили Россию, причем скорей, скорей! Чубайс хвастался тогда, что никогда в мире не видели такой быстрой приватизации. Совершенно правильно. Таких идиотов нигде в мире не было больше. С огромной скоростью раздали наши благословенные недра, нефть, цветные металлы, уголь, производство. Ограбили Россию до нитки. Что это — демократия? Что, был референдум по этому поводу? Что, кого-нибудь спросили? Это народ осуществлял свою власть и свое будущее? И нарастили из мусора, из ничего каких-то миллиардеров, которые вообще ничего для своей России не сделали.
— Александр Солженицын, Интервью с Андреем Кондрашовым для телекомпании Россия
Президент России Владимир Путин об отсутствии пересмотра итогов приватизации в России на съезде РСПП 25 апреля 2024 года:

«…Если актив был приватизирован в начале 90-х годов по согласованию только с регионом, без участия федерального центра, федеральное правительство в то время само упустило из внимания эти сделки. „…“ Правительство „…“ не сделало то, что должно было сделать…. А значит, претензии к нынешним собственникам активов неуместны. Особенно к тем, кто нормально, успешно работает, решает социальные вопросы, помогает обеспечивать национальную безопасность.»